# 薩氏狹鼻鯰
薩氏狹鼻鯰，為輻鰭魚綱鯰形目毛鼻鯰科狹鼻鯰屬的其中一種。該物種分布於南美洲玻利維亞Apere河上游流域，體長可達29.5公分。